# 名取堯
名取 堯（なとり たかし、1890年5月21日 - 1975年）は、日本の思想史学者、芸術学者。

## 略歴
長野県諏訪郡落合村（現・富士見町）生まれ。旧制長野県立諏訪中学校（現・長野県諏訪清陵高等学校）、長野師範学校を卒業後、小学校に2年勤務後、1918年早稲田大学文学部卒業。
日本美術学校（後の日本美術専門学校）講師。1929年帝国美術学校（現・武蔵野美術大学）教授。1934年同校校長 北昤吉に学校二分案を提示し、翌1935年、同盟休校事件が発生し、帝国美術学校より多摩帝国美術学校（現・多摩美術大学）が分離独立。1948年1月造型美術学園（現・武蔵野美術大学）経営顧問。1948年11月武蔵野美術学校（現・武蔵野美術大学）校長。1949年同校顧問。1959年同校名誉校長。

## 著書
- 『秩序の感 : 希臘的知性』 修文館 1942年
- 『表現と理解の構造』修文館 1943年
- 『現代芸術の理解 』造形芸術研究会 1956年
- 『デッサン入門』造形芸術研究会 1958年. NCID BN1141868X
- 『芸術の流派 : その成立と展開 』造形社 1960年
- 『現代芸術の系譜』冬樹社 1965年
- 『抽象と実存 : 現代芸術の理解』造形社 1966年
- 『制作とモチーフ』東京美術 1968年
- 『再現と表現』東京美術 1973年